# ديريك باركن
ديريك باركن (بالإنجليزية: Derek Parkin)‏ هو لاعب كرة قدم بريطاني في مركز ظهير ‏، ولد في 2 يناير 1948 في نيوكاسل أبون تاين في المملكة المتحدة. شارك مع منتخب إنجلترا تحت 21 سنة لكرة القدم. أما مع النوادي، فقد لعب مع ستوك سيتي وهدرسفيلد تاون ووولفرهامبتون واندررز.